# Algún día, cuando pueda llevarte a Varsovia
Algún día, cuando pueda llevarte a Varsovia es una novela de 1997 del escritor español Lorenzo Silva.
Es la primera parte de una trilogía llamada Getafe compuesta también por los títulos El cazador del desierto y La lluvia de París. Silva escribió esta novela juvenil a instancias de la directora de la colección Espacio Abierto de la Editorial Anaya, Norma Sturniolo.

## Argumento
Los protagonistas son Laura y Andrés, miembro de una familia de Polonia que se traslada a vivir a un bloque de pisos. Cada domingo por la tarde, quedan para ir a un mirador desde donde ven todo Madrid. Allí, el muchacho le narra la historia de sus peripecias por Polonia. Ella queda encantada por la magia con que el chico es capaz de dominar las palabras y escucha la historia que, en boca de él, se convierte en una melodía con vida propia. 
Explorando aspectos de otra cultura, Silva utiliza la música y la literatura para apoyar su tesis sobre la superación, los sueños hechos realidad, la inmigración, el amor-amistad, y las cosas buenas y no tan buenas de la vida misma.
A Laura, la protagonista de esta historia, nunca le pasan cosas interesantes, hasta que un día, una familia de polacos emigra a Getafe.
Laura, la protagonista de esta historia, conoce a Andrés un chico polaco, un poco mayor que ella, que acaba de emigrar a Getafe junto a su familia. Desde el principio ella siente interés por saber más cosas de él, así que idea nuevas formas de encontrarse "casualmente" con él, por el bloque o por la calle. Aunque a ella le parece genial la idea de convivir con una familia polaca, a algunos de sus vecinos no les hace tanta ilusión, como a Mariano y a su hijo Roberto, que está enamorado de Laura, aunque se peleé con ella con sus mejores amigas: Silvia, una maravillosa actriz, e Irene, una chica muy estudiosa de dieces. Andrés las defiende en un enfrentamiento contra Roberto, aunque acaba herido, la excusa perfecta para recibir las visitas de Laura, y conocerse mejor, a pesar de que el padre de Laura no quiere que su hija se haga amiga del nuevo vecino, pero aun así deciden verse a "escondidas" en el Cerro de los Ángeles, donde Laura encuentra una atalaya desde el que se ve todo Madrid, es el lugar perfecto para escuchar las historias de Andrés. Andrés relata a Laura como vivía en Polonia, ayudando a su padre, el capitán de un barco, a transportar cargas de un lado a otro del río Vístula. Laura descubre que Andrés emigró a España al despedir a su padre, el capitán, por transportar cargas ilegales. Pero eso no era lo único ilegal que escondía la familia de Andrés, apenas le dio tiempo a despedirse de su única amiga española, al tener que huir, su familia era perseguida por la policía al ser inmigrantes ilegales. Solo le dio tiempo a prometerle que algún día la llevaría a Varsovia.